# Il Cerchio d'Oro (album)
Il Cerchio d'Oro è una raccolta su CD dell'omonimo gruppo Il Cerchio d'Oro, pubblicato dalla Mellow Records nel 1999.
La compilation contiene brani registrati nel (circa) 1976 (i primi dodici, alcuni pubblicati solo su 45 giri) i rimanenti sono registrazioni degli anni successivi.

## Tracce
1. Atmosfera (Giorgio Pagnacco)
2. It's so Dark (Giorgio Pagnacco)
3. Quattro mura (Marziali, Scaravelli, Caw, Gidam)
4. Take Away (Giorgio Pagnacco)
5. Smile (Giorgio Pagnacco)
6. The Bridge (Giorgio Pagnacco)
7. Proteus (Giorgio Pagnacco)
8. Futuro prossimo (Marziali, Scaravelli, Caw, Gidam)
9. A Nice Dream (Giorgio Pagnacco)
10. Saturno (Giorgio Pagnacco)
11. What About Together (Giuseppe Terribile)
12. L'amore mio (Paolino, Marziali, Delfino, Damele)
13. Funky Dream (Paolino, Marziali, Delfino, Damele)
14. Dolce strega (Paolino, Marziali, Delfino, Damele)
15. Too Many Nights (Paolino, Marziali, Delfino, Damele)

## Formazione
- Giuseppe Terribile - basso, voce
- Gino Terribile - batteria, voce
- Franco Piccolini - tastiere
- Giorgio Pagnacco - tastiere
- Roberto Giordana - chitarre

Nuova formazione
- Giuseppe Terribile - basso, voce
- Gino Terribile - batteria, voce
- Franco Piccolini - tastiere
- Giorgio Pagnacco - chitarre
- Piuccio Pradal - voce solista, chitarra
- Maurizio Bocchino - chitarra solista

Note aggiuntive
- Giuseppe Terribile e Franco Piccolini - arrangiamenti, produzione musicale
- Gino Terribile - Ispirazione e collaborazione ai testi
- Mauro Moroni - produttore esecutivo